# Джуліус Ньюленд
Джуліус Ньюленд (лат. Julius Aloysius Arthur Nieuwland; 1878–1936) — бельгійський священик Святого Хреста, професор хімії та ботаніки в Університеті Нотр-Дам, Індіана. Він був сином ботаніка Секста Отто Ліндберга (1835–1889). Він відомий своїм внеском у дослідження ацетилену та його використанням як основи для одного типу синтетичного каучуку, що зрештою призвело до винаходу неопрену компанією DuPont.

## Біографія
Батьки Ньюланда емігрували з Гансбеке, Бельгія, в 1880 році до Саут-Бенда, Індіана. Молодим хлопцем Ньюланд вступив до Університету Нотр-Дам, де вивчав латинську та грецьку мови і отримав ступінь бакалавра в 1899 році. Незабаром після цього він почав вивчати священство. Висвячений у 1903 році, Ньюланд навчався в аспірантурі Католицького університету Америки, де вивчав ботаніку та хімію. Під час докторських досліджень з хімії ацетилену він відкрив хімічну сполуку люїзит. Ньюленд був госпіталізований протягом кількох днів після того, як він піддався новосинтезованій сполукі; він не очищав його чи іншим чином не займався цим питанням. Отримавши ступінь доктора філософії в 1904 році, Ньюланд повернувся до Нотр-Дам як професор ботаніки до 1918 року, а потім як професор органічної хімії до 1936 року. У 1909 році Ньюланд заснував рецензований журнал American Midland Naturalist, виконуючи обов’язки його редактора до 1934 року. У 1920 році він успішно полімеризував ацетилен у дивінілацетилен. Елмер Болтон, директор з досліджень DuPont, використав ці фундаментальні дослідження під час розробки неопрену.
Ньюланд помер у віці 58 років і був похований на громадському кладовищі біля Нотр-Дам.
Серед більш відомих учнів Ньюланда був Кнут Рокне, який став відомим футбольним тренером Нотр-Дам. Рокне закінчив Нотр-Дам зі ступенем фармацевта в 1914 році і став викладачем хімії в Нотр-Дамі, а також тренував різні види спорту в кампусі з 1915 по 1922 рік.